# Raciechowice (gromada)
Raciechowice – dawna gromada, czyli najmniejsza jednostka podziału terytorialnego Polskiej Rzeczypospolitej Ludowej w latach 1954–1972.
Gromady, z gromadzkimi radami narodowymi (GRN) jako organami władzy najniższego stopnia na wsi, funkcjonowały od reformy reorganizującej administrację wiejską przeprowadzonej jesienią 1954 do momentu ich zniesienia z dniem 1 stycznia 1973, tym samym wypierając organizację gminną w latach 1954–1972.
Gromadę Raciechowice z siedzibą GRN w Raciechowicach utworzono – jako jedną z 8759 gromad na obszarze Polski – w powiecie myślenickim w woj. krakowskim, na mocy uchwały nr 25/IV/54 WRN w Krakowie z dnia 6 października 1954. W skład jednostki weszły obszary dotychczasowych gromad Raciechowice, Czasław, Komorniki, Krzyworzeka i Mierzeń ze zniesionej gminy Raciechowice oraz Poznachowice Górne ze zniesionej gminy Wiśniowa w tymże powiecie. Dla gromady ustalono 23 członków gromadzkiej rady narodowej.
31 grudnia 1961 do gromady Raciechowice przyłączono wieś Kornatka ze zniesionej gromady Brzezowa.
30 czerwca 1962 z gromady Raciechowice wyłączono wieś Kornatka włączając ją do gromady Dobczyce; do gromady Raciechowice przyłączono natomiast wieś Kwapinka z gromady Dobczyce.
Gromada przetrwała do końca 1972 roku, czyli do kolejnej reformy gminnej. 1 stycznia 1973 reaktywowano gminę Raciechowice.